# 独孤信
独孤信（503年—557年），本名如愿，鲜卑名期弥头，云中（今山西大同市）人，為匈奴裔鮮卑人，其先出自匈奴，西魏八柱国之一。官拜大司马，进封卫国公。因試圖反對宇文护，被宇文护所擒，賜死。独孤信是北周明帝宇文毓、隋文帝杨坚、唐世祖李昞的岳父，也是隋炀帝杨广和唐高祖李渊的外祖父。

## 早年
其祖先独孤伏留屯曾任匈奴部落大人，是北魏初最重要的官员之一。到独孤如愿的祖父独孤俟尼（又名俟尼伐、初豆伐）时，独孤俟尼举部迁往武川，在北塞防戍边隘。当时北魏都城设在平城（今山西大同东北），为防御柔然，北魏朝廷在其北面沿边要害之处设了一些军事据点，名为镇，镇将全由鲜卑贵族担任，俟尼便是其一。俟尼辞世后，由独孤如愿的父亲独孤库者继任部落酋长。独孤信父亲库者，从小雄武豪迈，有节操义气，北州之人非常敬重佩服他。独孤如愿史称“美容仪，善骑射”。

## 生平

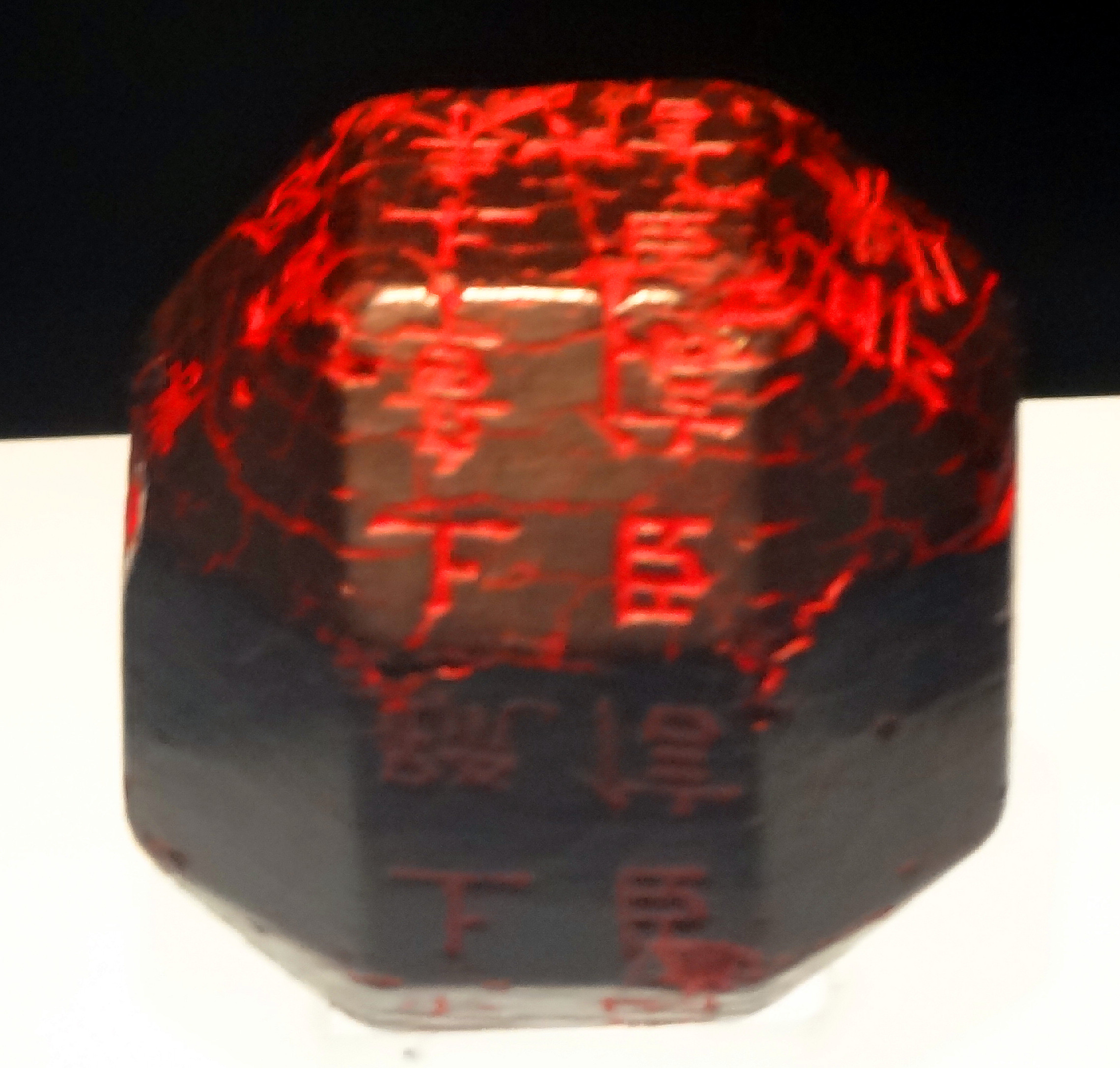
独孤信多面体煤精组印

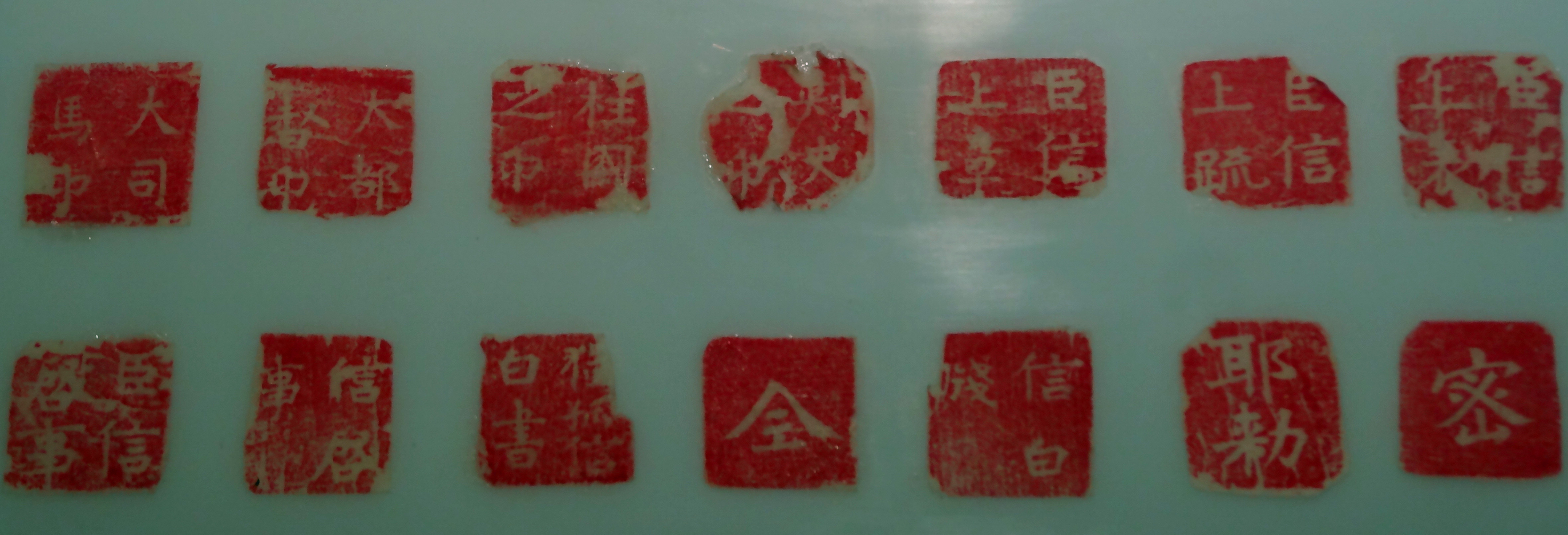
煤精印上镌刻的14个印文

他初投葛荣帐下为将，后投北魏尔朱荣，他少年时代喜爱修饰，讲究穿戴，尔朱荣见他精于骑射，又一表人才，提拔他当别将。时独孤如愿二十来岁，军中称之“独孤郎”，他曾单身生擒渔阳王袁肆周，赐爵爱德县侯，后迁武卫将军。权臣高欢掌权后，他单骑随魏孝武帝西奔投靠宇文泰，被封为浮阳郡公。自此，魏分东西。高欢另立孝静帝，自己执掌朝政，并迁都于邺城，史称东魏；宇文泰则鸩杀了孝武帝，于大统元年(535年)另立文帝，定都长安，史称西魏。独孤如愿出任掌管荆州军政事务的都督、东南道行台(派驻地方兼管民事的官员)、荆州刺史，他领兵力挫东魏的弘农太守田八能，袭击穰城东魏西荆州刺史辛纂，平定了三荆。半年后，东魏高敖曹、侯景率军进攻穰城。独孤如愿寡不敌众，只好与部下杨忠弃城南下投奔南梁。三年后返回长安，因自己兵败东魏，又弃城奔梁，上书给西魏文帝请求治罪。文帝免其罪，官复原职。
大统三年（537年），独孤如愿跟从宇文泰出征东魏，在沙苑大败高欢亲率的10万大军，被封为河内郡公。不久他与冯翊王元季海一起统兵两万直逼洛阳，并占领了金墉城。大统十二年，拜大司马。
独孤如愿兼通文武之道，不仅是一名英勇善战的武将，也是一位长于治理地方的官员。在坐镇陇右，任秦州刺史的近十年中，“事无拥滞。示以礼教，劝以耕桑，数年之中，公私富实，流人愿附者数万家(远近跑来归附的流民有数万家之多。)”某日到郊外打猎，等到晚霞满天，策马回城，迎风急驰，帽子无意中偏到一边。第二天起来一看满城人都学他侧戴帽子，这便是“斜阳侧帽”的典故，独孤如愿因此名声大噪，“信著遐迩”。宇文泰见他信著遐迩，能服众心，特给他赐名为“信”。并任命他为西魏八大柱国之一。
宇文泰与独孤信是同乡，世居武川，他深知独孤信风度弘雅，深得人心，且功高勋著，不得不对其加以防备。独孤信亦察出事有端倪，便主动上书，提出自己身居陇右已久，请求还朝。宇文泰假意不许。此时独孤信母亲正好亡故，宇文泰马上让他发丧行服。追赠其父独孤库者为司空公，其母费连氏为常乐郡君，并且于大统十六年（550年）升迁独孤信为尚书令，又拜他为大司马。孝閔帝即位后進封衞國公，邑萬戶。
宇文泰北巡病死后，孝閔帝宇文覺即位，晉國公宇文护独揽朝政。八柱国将军之一赵贵想与独孤信通谋，铲除宇文护，此事被开府仪同三司宇文盛探知，迅速告到朝廷。宇文护抓赵贵，免去了独孤信官爵。周孝闵帝元年三月己酉（557年），宇文护逼令独孤信在家中自尽，谥号戾，虚岁五十四。隋文帝即位后下诏追赠他为太师、上柱国、冀定相沧瀛赵恒洺贝十州诸军事、冀州刺史，封赵国公，谥曰景。唐朝时追封为梁王。

## 墓葬
独孤信墓于1953年在陕西省咸阳市底张湾被发掘。内出土有墓志和文物，其发掘简报在2015年发行的《二十世纪五十年代陕西考古发掘资料整理研究（下）》一书中。其著名的文物“西魏独孤信多面体煤精组印”则在1981年旬阳县被找到。

### 独孤信墓志
周故柱国大将军雍州刺史河内戾公墓志

曾祖有居斤。 曾祖母贺兰氏。祖初豆伐。祖母达奚氏。父者，使持节司空公冀州刺史。母费连氏，长乐郡君。公姓独孤，讳信，字期弥头，河南洛阳人。以周之元年岁维星纪三月己酉薨於长安。时年五十四。谥曰戾。四月壬申葬於石安之北原。惧陵谷之贸迁，故刊石而志焉。妻如罗氏，广阳郡君。长息善，字弩引，使持节骠骑大将军开府仪同三司河州刺史长城郡开国公。第二息藏，字拔臣，武平县开国公。第三息震，字毗贺周。

## 家庭

### 曾祖父母
- 独孤有居斤
- 贺兰氏

### 祖父母
- 独孤初豆伐
- 达奚氏

### 父母
- 独孤库者，北魏领民酋长，追赠使持节、司空公、冀州刺史，隋朝追赠使持节、太尉、上柱国、定恒沧瀛平燕六州诸军事、定州刺史，赵国公，邑一万户、谥号恭
- 费连氏，追赠长乐郡君，隋朝追赠太尉恭公夫人

### 夫人
- 如罗氏，封广阳郡君，生獨孤羅
- 郭氏，郭沙罗的姐妹，生北周明敬皇后獨孤氏
- 崔氏 (紀國夫人)，出自清河崔氏的定著六房之一的郑州崔氏，崔彦珍之女，生独孤伽罗，封纪国夫人

### 儿女
- 独孤罗，长子，隋朝上柱国、左武卫大将军、蜀恭公
- 独孤善，次子，北周上开府、兖州刺史、河内郡公
- 独孤穆，第三子，隋朝左监门郎将、金泉县公
- 独孤藏，第四子，北周隆山郡太守、武平县公
- 独孤顺，第五子，北周项城县伯
- 独孤陀，第六子，隋朝上大将军、迁州刺史、武喜县公
- 独孤宗
- 独孤整，隋朝幽州刺史，赠予金紫光禄大夫、平乡侯
- 长女獨孤氏，母郭夫人，北周明帝宇文毓皇后，谥号明敬皇后
- 四女獨孤氏，唐国公李昞夫人，唐追封元贞皇后
- 七女獨孤伽羅，母崔夫人，隋文帝文献皇后

## 其他
独孤信生有九个女儿，六个女儿嫁给贵臣，另外三个女儿分别为北周、隋朝、唐朝的皇后，独孤信在三个王朝都是外戚，《周书》、《北史》中評價这种情况自古以来都没有发生过。

## 外部連結
[在维基数据编辑]
 《周書·卷16》，出自令狐德棻《周書》
 《北史·卷061》，出自李延壽《北史》